# Contea di Luzhai
La contea di Luzhai (鹿寨县S, Lùzhài XiànP) è una contea della Cina, situata nella regione autonoma di Guangxi e amministrata dalla prefettura di Liuzhou.